# Rushia californica
Rushia californica is een keversoort uit de familie zwamspartelkevers (Melandryidae). De wetenschappelijke naam van de soort werd in 1907 gepubliceerd door Henry Clinton Fall & Cockerell.